# Gymnophthalminae
Gymnophthalminae – podrodzina jaszczurek z rodziny okularkowatych (Gymnophthalmidae).

## Podział systematyczny
Do podrodziny należą następujące plemiona:
- Gymnophthalmini Fitzinger, 1826
- Heterodactylini Goicoechea, Frost, De la Riva, Pellegrino, Sites Jr., Rodrigues & Padial, 201
- Iphisini Gray, 1851